# Choukri al-Kuwatli

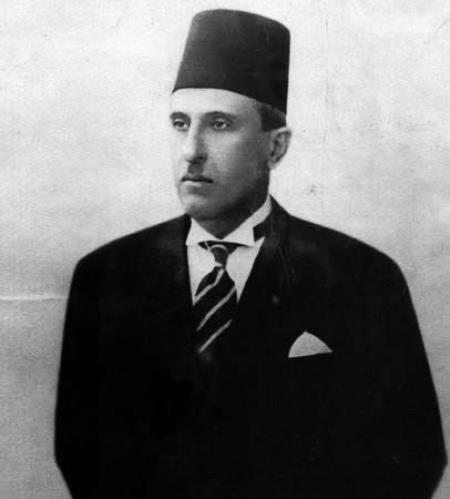
Choukri al-Kuwatli in 1943

Shukri al-Kuwatli (Arabisch: شكري القوتلي) (Damascus, 1891 - Beiroet, 30 juni 1967) was de president van Syrië van 1943 tot 1949 en van 1955 tot 1958.
Kuwatli deed in de jaren dertig zijn entree in de Syrische politiek als lid van het Nationaal Blok, een coalitie van Arabische partijen die de oppositie leidde. Als jongeman was hij al betrokken geweest bij Al Fatat, een ondergrondse oppositie groepering in het Ottomaanse Syrië, hiervoor werd hij in 1916 gearresteerd. Aan het einde van de Eerste Wereldoorlog werd hij vrijgelaten en werd hij ambtenaar aan het hof van koning Faisal I. In 1920, toen het Franse Mandaat werd afgekondigd, werd Kuwatli opnieuw gearresteerd en ter dood veroordeeld. Hij vluchtte via Egypte naar Genève en richtte samen met een aantal andere bannelingen het Syrisch-Palestijnse Congres op. In 1924 keerde Kuwatli terug naar Syrië, om vervolgens in 1927 opnieuw verbannen te worden. Na een generaal pardon keerde hij in 1932 definitief terug. 